# غريب (مسلسل كويتي)
غريب، هو مسلسل كويتي عرض في 2021.

## البطولة
- طارق العلي بدور «غريب»
- احمد الفرج بدور «أبو قمر»
- شهاب حاجية بدور «شرار»
- فاطمة الطباخ بدور «غيمة»
- رانيا شهاب بدور «جعده»
- علي الأمير بدور «قمر»
- علي عيسى بدور «نجم»
- إبراهيم الشيخلي بدور «أبو مرمر»
- احمد التمار بدور «أبو خردة»
- محمد باش بدور «أبو قماش»
- محمد عابدين
- محمد خالد الوزير
- عبد الله البصيري بدور «مندلي»
- شاهين الشاهين
- فيصل السعد
- عبد الرحمن الحميدي بدور «أبو رويد»
- محمد حمادة
- عبدالرحمن العقل بدور «عاصف القصاصة - ضيف شرف »
- محمد جابر بدور «أبو فرج - ضيف شرف»
- محمد الصيرفي بدور «أبو ذهب - ضيف شرف»
- خالد العجيرب بدور « أبو جعيدان -ضيف شرف»
- عبدالله بهمن بدور «دردور - ضيف شرف»
- مي عبدالله بدور « سليمة - ضيف شرف»
- راشد المطوع
- صالح الدرع بدور «رئيس لجنه التحكيم - ضيف شرف»
- سامي مهاوش بدور «حمود - ضيف شرف»ً